# San José de Alluriquín
San José de Alluriquín es una parroquia rural de la provincia de Santo Domingo de los Tsáchilas ubicado al centro noroeste del país, tiene aproximadamente 8.607 habitantes. Tiene una altura de 739msnm y una temperatura promedio de 19 a 23 °C. Alluriquín también forma parte del área Metropolitana de Santo Domingo.

## Toponimia
El nombre de "San José" se origina por la comunidad católica de la época que es considerado como su patrono y el nombre de "Alluriquín" nos lleva a la historia del padre Juan de Velasco en la época colonial donde su significado es "Lugar de descanso junto a los ríos Verde y Claras Aguas" que hace referencia a un río de la región llamado Damas donde en el sitio vierte sus aguas en el torrentoso Río Toachi.

## Historia
La población de la región empezó a aumentar durante la construcción de la carretera que une a Santo Domingo con Quito a principios del año 1930 debido al gran tránsito que tenía, existiendo una minúscula conformación de haciendas y aldeas en el trayecto de la construcción, conllevaría a que la gente como arquitectos, ingenieros o transeúntes se asentara conforme pasaba el tiempo para restablecer suministros. Esto consolidaría que Alluriquín se ponga en la vista del mapa atrayendo a los pobladores de recintos del sector más pequeños para conformar una urbe. Con esto transcurrido el tiempo se formaría una junta para realizar la parroquialización y esto llevaría a concluirla en el 1970 donde se oficializaría como parroquia.

### Desbordamiento de río Damas
El río Damas que nace en las faldas de los Andes, y desemboca en el río Toachi, pasa por el centro del poblado. El 26 de abril de 2016 se desbordó, destruyendo la mitad del pueblo. La catástrofe se da 10 días después del terremoto de abril. El desenlace del suceso quedó en 80 casas afectadas, 300 familias damnificadas y 4 fallecidos, siendo para la densidad demográfica del pueblo, un porcentaje significativo.

## Lugares Turísticos

### Cascadas
Alluriquín cuenta con un sistema de nueve cascadas naturales, los deportes extremos que se realizan en las cascadas son el canyoning (descenso por las cascadas) y el rápel (descenso por las montañas), utilizando un equipo especializado. Estas cascadas con 20 metros de altura, están ubicadas donde antiguamente pasaba la carretera que unía a Santo Domingo con la Sierra norte. La historia detalla que en 1944, cada semana pasaba solo un carro por esta vía, por lo que la mayoría de las personas se transportaba en mula o caballo.

## Otros datos
En Alluriquín se sitúa la "Central Hidroelectrica Alluriquín" que conforma parte del proyecto hidroeléctrico Toachi-Pilatón.

## Recintos
| - San Miguel del Lelia - La Bolívar - El Mirador - Las Mercedes - Alianza para el Progreso - Lindiche Alto - Tinalandia - San José de Damas - Unión del Toachi - América Libre - El Dorado - Los Libres | - Cristal del Lelia - San José de Pilatón - El Placer - La Florida - Paraíso - San Pablo de Plata - Cooperativa Ecuador - San José de Memé - Asentamiento Lelia | - Bellavista Sector San Pablo Plata - Buenos Aires - Buenos Aires la Plata - Caídas de Atahualpa - Coop. Cabecera la Magdalena - Coop. Chimborazo - Coop. Ecuador - Coop. Jesús del Gran Poder - El Carrizal | - Dos Ríos - El Edén Ganadero - El Espejo - El manantial - El Paraíso de Mulaute - El Tránsito - El Valle - Esperanza del Lelia - Iberoamérica - La Magdalena | - Las Damas - Luis Felipe Torres - Mar de la Tranquilidad - Ramal la Florida - Río Maltón - San Francisco de Pisotanti - San Pablo de la Plata - Sector 12 de Octubre - Trabajadores Libres - Rcto. Bella Sirena | - Alianza el Edén Granero, Florida - Rcto. Guajalito - Florida del Tanti |